# Eom Ji-sung
Eom Ji-sung (en coréen : 엄지성), né le 9 mai 2002 à Gimje en Corée du Sud, est un footballeur international sud-coréen évoluant au poste d'ailier droit à Swansea City.

## Biographie

### Gwangju FC
Né à Gimje en Corée du Sud, Eom Ji-sung commence sa carrière professionnelle avec le Gwangju FC. Il joue son premier match en professionnel le 28 février 2021, lors de la première journée de la saison 2021 de K League 1 contre le Suwon Bluewings. Il entre en jeu et son équipe s'incline par un but à zéro ce jour-là. S'imposant comme un joueur régulier de l'équipe première dès sa première saison dans l'élite du football coréen, il se fait remarquer par sa vitesse, ses dribbles et sa protection de balle. Il est alors considéré comme l'un des joueurs les plus prometteurs du championnat.
Le 27 août 2023, Eom Ji-sung réalise son premier doublé en professionnel, lors d'une rencontre de championnat face au Suwon Samsung Bluewings. Titulaire, il contribue à la victoire de son équipe par quatre buts à zéro.

### Swansea City
Le 15 juillet 2024, Eom Ji-sung rejoint le club gallois de Swansea City pour un contrat de quatre ans, soit jusqu'en juin 2024.

### En sélection
Eom Ji-sung est sélectionné avec l'équipe de Corée du Sud des moins 17 ans pour participer à la Coupe du monde des moins de 17 ans en 2019. Il joue cinq matchs lors de ce tournoi organisé au Brésil, et se fait remarquer dès le premier match, en ouvrant le score contre Haïti (2-1 score final). Il délivre également une passe décisive lors du troisième match contre le Chili. Les coréens sont éliminés en quarts de finale face au Mexique (0-1 score final).